# The Truth and a Little More
The Truth And A Little More é o álbum de estréia da banda sueca de Melodic Hard Rock Eclipse lançado em 2001 pela gravadora Z.

## Faixas
1. Midnight Train (3:16)
2. The Truth (3:54)
3. The Only One (3:50)
4. Message Of Love (5:41)
5. I Believe In You (3:57)
6. I Thought I Had It All (3:55)
7. The Way I Feel (5:58)
8. Songs Of Yesterday (5:34)
9. A Little More (3:17)
10. Too Far (5:32)
11. How Many Times (3:38)
12. I Won't Hide (1:36)

## Créditos
- Erik Martensson
- Magnus Henriksson
- Anders Berlin

## Formação
- Erik Martensson
- Magnus Henriksson
- Anders Berlin

## Convidados especiais
- Kee Marcello (guitarra solo em "Songs Of Yesterday")
- Mats Olausson (teclados em "How Many Times" e "A Little More")

## Técnicos
- Produção: Erik Martensson
- Mixagem: Erik Martensson e Fredrik Folkare

## Músicos adicionais
- David Wallin (backing vocals)
- Madeleine Johansson (violoncelo em "Songs Of Yesterday" e "I Won't Hide")
- Annell Magnusson (backing vocals em "Too Far" e "I Won't Hide"